# مؤسسه خاورمیانه
مؤسسه خاورمیانه (انگلیسی: Middle East Institute)، اندیشکده‌ای غیرانتفاعی، غیر حزبی و مرکزی فرهنگی در واشینگتن، دی.سی. است که در ۱۹۴۶ تأسیس شده‌است. این نهاد در پی «افزایش دانش خاورمیانه در بین شهروندان  آمریکا  و ترویج یک درک بهتر بین مردم این دو منطقه است»
این مؤسسه به انتشار ژورنال خاورمیانه، برگزاری رویدادها و کنفرانس‌ها، ارائه کلاس‌های زبان عربی، زبان عبری، زبان فارسی، زبان اردو، زبان پشتو و زبان ترکی و نگهداری از کتابخانه عمان می‌پردازد.

نشان‌واره این مؤسسه که از بشقابی مربوط به قرن دهم میلادی یافت شده در نیشابور، الهام گرفته شده‌است